# Microterys turanicus
Microterys turanicus är en stekelart som beskrevs av Sugonjaev 1965. Microterys turanicus ingår i släktet Microterys och familjen sköldlussteklar. Inga underarter finns listade i Catalogue of Life.